# Johannes Lund Petersen
Johannes Lund Pedersen, blandt venner Johs (15. januar 1929 – 21. september 2009), var i en årrække bestyrer af Toga Vinstue i København. Før det lå en embedsmandskarriere og politisk aktivitet.
Johs' politiske engagement begyndte i Venstres Ungdom og fortsatte i Venstre, men uenighed om samarbejdet med de konservative og om den økonomiske politik førte i 1965 til hans eksklusion, hvorefter han gik ind i Liberalt Centrum, hvor han blev partisekretær.
Efter at have været stamgæst på værtshuset Christian IV på Højbro Plads blev Johannes Lund Petersen bestyrer af stedet, hvor han oparbejdede et stampublikum med et stærkt islæt af ungdomspolitikere. Da han i 1993 forpagtede naboværtshuset Toga Vinstue, flyttede det politiske publikum med derop.
Johannes Lund Petersen var desuden gennem mere end tredive år sekretær i debatkredsen "Den liberale Klub".